# Bunaeopsis scheveniana
Bunaeopsis scheveniana is een vlinder uit de familie nachtpauwogen (Saturniidae), onderfamilie Saturniinae.
De wetenschappelijke naam van de soort is voor het eerst geldig gepubliceerd door Lemaire & Rougeot in 1974.